# Horyzonty
Horyzonty – miesięcznik wydawany we Francji w latach 1956–1971. Redaktorem był Witold Olszewski. 
Pismo o profilu endeckim. Było niechętne zarówno obozowi legalistycznemu w Londynie jak i środowisku paryskiej „Kultury”. Głosiło potrzebę szukania porozumienia z ZSRR.